# 太陽 (タロット)

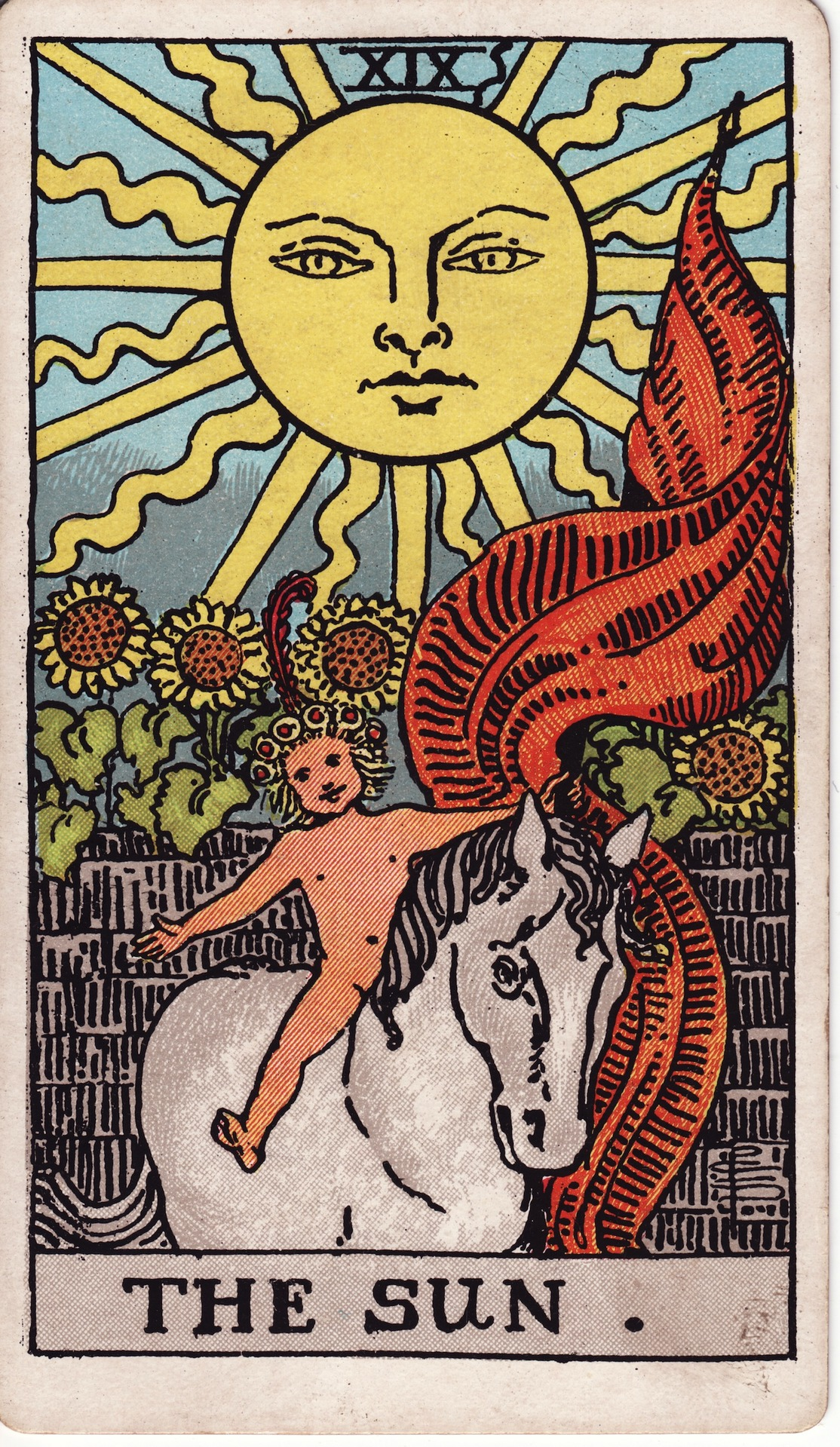
ウェイト版タロットの太陽

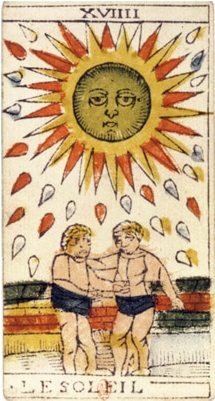
マルセイユ版タロットの太陽

太陽（たいよう、英：The Sun, 仏：Le Soleil）は、タロットの大アルカナに属するカードの1枚。別名「二つの太陽のカード」。
カード番号は「19」。前のカードは「18 月」、次のカードは「20 審判」。

## カードの意味
正位置の意味
成功、誕生、祝福、勝利、約束された将来。
逆位置の意味
不調、落胆、衰退、堕胎・流産、意味のない時間。
アーサー・エドワード・ウェイトのタロット図解における解説では「物質的な幸福・幸運な結婚・満足」を意味するとされる。

## カバラとの関係
ヘブライ文字はレーシュ（ר）、ただし複数の異説がある。「黄金の夜明け団」の説ではホドとイェソドのセフィラを結合する経に関連付けられている。

## 占星術との関係
以下のような諸説がある。
- 星座：白羊宮説[1]、双児宮説、獅子宮説、宝瓶宮説、双魚宮説
- 惑星：太陽説[2]、木星説、土星説[3]、アポロン説[4]

オズヴァルド・ヴィルトは、太陽の下で共に幸福な時を過ごしている男女は、ふたご座とディオスクーロイを意味するジェミニに相当すると述べている。

## 寓画の解釈
象徴的に太陽は、朝を告げ、光を与え、活力の源であり、陽であり、プラスである。しかし、太陽の熱は時として、水を枯れさせ、大地を荒らし、あらゆる生命を脅かす脅威ともなる。こういった両面は古来より男性を陽として表してきたことを納得させる部分と言える。また、太陽を神として崇める風習（太陽信仰）もエジプトやアステカ・日本など世界各地で多く見られる。
マルセイユ版では、人の顔を持つ「太陽」と降り注ぐ数多の雫の他に、互いに青い腰布を巻いた2人の子供、後方に見えるレンガ造りの壁、子供の足元に置かれた2つの石が確認できる。この太陽は、対立する性質の融合を表している。太陽から伸びる太い16本の光線は、鋭角的に尖ったものと柔和的にくねくねしたものとが交互に描き表されているが、これは太陽が肯定的エネルギーと否定的エネルギーの両方を併せ持っている事を表しており、あらゆる対立する力の究極的な結合によるエネルギーを持つと解釈される。さらに「太陽」の顔は（「月」が横向きなのに対し）正面を向いている。これは太陽の影響力が広大であり、また恒常的に行われていることを表す。即ち、太陽は地球をはじめ太陽系諸惑星の中心であり、たとえ夜であってもその活動が止まることはなく、人間の内外におけるリズム、果ては宇宙のリズムに欠かすことのできない偉大な存在であることを暗示している。
この「太陽」だけを見ると、まさに完成された究極存在であり、一連の大アルカナの最後に位置すべきカードのようにも思える。しかし「太陽」は19番で、後に2枚も控えている。19番たる所以は2人の人間が描かれる事によって表されている。この2人は子供である。しかしそれ以外に身体的特徴は描かれていない。ただ一つ明らかな点は2人が非常によく似ていることで、これは双子の象徴である。この点を踏まえるなら、象徴的に腰部分を隠すことを「互いに異性同士である」と強調していると解釈できる。双子の象徴は「太陽」以前のカードにも多々登場した象徴であるものの、確立された個別の人間として現実的に描かれるのは初めてである。さらに対存在が直接的に干渉しあう描かれ方も初めてである。これは「太陽」に至り、相反する2つの性質が初めて別個として区別され、あらゆる対立物、即ち、男と女、霊と肉、心と身体などが直接的・人間的な方法で関わることが出来るようになったことを暗示している。加えて後方の壁は、2人の子供の立つ場所が、あらゆる外的要因から隔絶された極めて安全な領域であると保証し、この段階における対立物同士の接触が何者にも邪魔されることなく、太陽の仲介の下に行われていることを表している。さらに足元の石は黄金色であり賢者の石を連想させる。つまり破壊することのできない本質を表すと解釈され、この「太陽」における接触が、極めて重要な本質的変革の第一歩であることを暗示し、この後に控える最終段階への第一歩であることを暗示している。故に、「月」によって蓄えられた雫は大地へ放出され、再び大地を活性化させる。
ウェイト版では、命の連鎖を司る太陽の下で、日の光を浴びながら裸の子供が白馬にまたがり大手を広げている様子が描かれている。この裸の子供は「初々しさ、天真爛漫さ、無邪気さ」を表し、無防備に振る舞い、開けっ広げで何も包み隠すこともなくありのままの心を見せていることを示す。背景には堀とヒマワリが描かれており、この子供がいる場所が、庭や家の敷地内、つまり「庭園」であることがうかがえる。人の管理が行き届いた安全な庭園で、周囲に花咲くヒマワリに取り囲まれながら、よく飼いならされた馬から振り落とされず、両手放しでギャロップする子供の図柄が描かれていると解釈できる。ヒマワリも英語名を直訳すれば「太陽の花」と呼ばれるため、そのエネルギーを象徴するものとしてこのアルカナの図像を一層強調する役割を果たしている。背景に4つ（四方向、四周期を表すと伝えられる）、子供の頭に乗せている花冠には6つのヒマワリが見られ、合計した10は、運命の輪で触れた完成、完全性を象徴する円を表す数字であるため、ここに美しき完成の含みを解釈することができると言われている。子供が乗っている馬は、生きるための本能、生命力の象徴であり、同じ馬が描かれている死神と異なり、人と飼いならされた本能が完全なる一体化を遂げた絵柄がこの「太陽」とされる。生と死の切っても切れない関係性がうかがえる札となっている。